# Rádzsamundri
Rádzsamundri (telugu:  రాజమండ్రి, angol: Rajahmundry, hivatalosan: Rajamahendravaram) város India keleti részén, Ándhra Prades államban. A Godávári folyó partján fekszik, annak torkolatától 90 km-re. Lakossága közel 420 ezer fő volt 2011-ben.
Kereskedelmi központ, India  egyik legnagyobb nemesfémpiaca.  Itt halad át az NH 16-os számú országos főút (Vijayawada- Visakhapatnam).
Történelmi feljegyzései a 10. századig nyúlnak vissza.

## Fordítás
- Ez a szócikk részben vagy egészben  a   Rajahmundry című német Wikipédia-szócikk fordításán alapul.  Az eredeti cikk szerkesztőit annak laptörténete sorolja fel. Ez a jelzés csupán a megfogalmazás eredetét és a szerzői jogokat jelzi, nem szolgál a cikkben szereplő információk forrásmegjelöléseként.